# Giganotosaurus

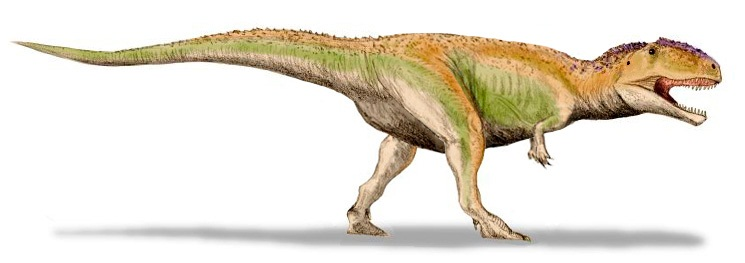
Lebendrekonstruktion von Giganotosaurus

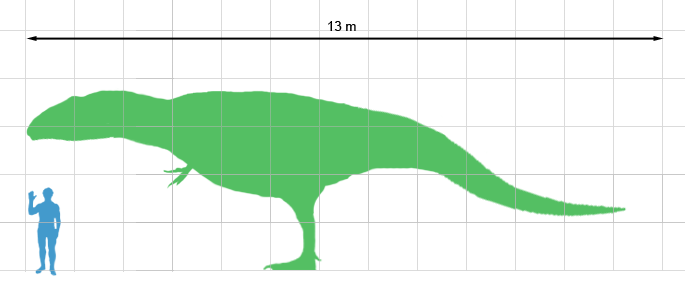
Größenvergleich mit einem Menschen

Giganotosaurus ist eine Gattung von theropoden Dinosauriern aus der frühen Oberkreide Argentiniens.
Es handelte sich um einen der größten bekannten landlebenden Fleischfresser der Erdgeschichte. Er wird zu den Carcharodontosauridae gezählt, einer Gruppe innerhalb der Carnosauria, und war eng mit den Gattungen Carcharodontosaurus und Mapusaurus verwandt, die ebenfalls riesige Arten hervorbrachten.
Bisher sind ein fragmentarisches Skelett inklusive Schädel sowie ein isolierter fragmentarischer Unterkiefer gefunden worden. Diese Funde stammen aus der Candeleros-Formation, dem ältesten Schichtglied der Neuquén-Gruppe, und werden somit auf das frühe Cenomanium datiert. Einzige bekannte Art ist Giganotosaurus carolinii.

## Merkmale
Giganotosaurus zählt zu den größten bekannten Theropoden. Das gefundene Skelett (Holotyp) ist zu etwa 70 % überliefert. Die Längenschätzungen belaufen sich auf 12,2 bis 13 Meter, während sich das Gewicht in den meisten Studien auf 6 bis 7 Tonnen beläuft. Die Zahnreihe im Oberkiefer misst ca. 92 Zentimeter in der Länge, der Oberschenkelknochen 136,5 Zentimeter. Der Schädel dieses Skeletts ist zu 80 % überliefert; Längenschätzungen variieren von 1,53 bis 1,56 Meter. Eine aktuelle Studie gibt jedoch an, dass diese Schätzungen vermutlich zu hoch sind und dass der Schädel lediglich ebensolang war wie der des Tyrannosaurus.
Neben dem Holotyp-Skelett ist ein isoliert gefundener Unterkiefer bekannt, der um 2–8 % größer als der des Holotyp-Exemplars ist. Calvo und Coria (1998) vermuten, dass dieser Unterkiefer zu einem 1,95 Meter langen Schädel gehört haben könnte. Mazzetta und Kollegen (2004) schätzen das Körpergewicht dieses Exemplars auf 8,2 Tonnen. Während das Holotyp-Exemplar vermutlich kleiner gewesen sei als das größte bekannte Skelett von Tyrannosaurus („Sue“), gehöre, so diese Forscher, das Unterkiefer-Fragment zu einem Tier, das „Sue“ in der Größe übertraf.
Im Vergleich mit Tyrannosaurus waren die Knochen von Giganotosaurus insgesamt robuster. Die Zähne waren kürzer, im Querschnitt ovaler und in ihrer Größe weniger variabel als die von Tyrannosaurus. Jack Horner vermutet, dass sie an das Schneiden von Fleisch angepasst waren, während die runden Zähne von Tyrannosaurus mehr zum Durchbeißen von Knochen geeignet waren.
Von anderen Theropoden unterscheidet sich Giganotosaurus unter anderem durch den relativ tiefen Oberkieferknochen (Maxilla), dessen Ober- und Unterkante annähernd parallel zueinander verlaufen. Zudem zeigt das Quadratum zwei pneumatische Öffnungen (Foramina). Der Unterkiefer (Mandibula) zeigt am vorderen Ende eine ventrale, nach unten zeigende Spitze; ein Merkmal, das ansonsten nur von Piatnitzkysaurus bekannt ist. Die Symphysis ist der tiefste Teil des Dentales. Weitere einzigartige Merkmale wurden aus dem Bereich des Hirnschädels beschrieben.

## Paläobiologie
Eine biomechanische Studie von Blanco und Mazzetta (2001) schätzt die Maximalgeschwindigkeit, die das Tier beim Laufen erreichen konnte, auf 14 Meter pro Sekunde (50 km/h). Diese Berechnung basiert auf der Annahme, dass ein Tier nur so schnell laufen kann, dass die Aufrechterhaltung des Körpergleichgewichts gegeben ist. Bei größeren Geschwindigkeiten wäre die Gefahr eines Sturzes gegeben, der bei sehr großen Tieren aufgrund des kleineren Verhältnisses zwischen Körperoberfläche und -volumen mitunter tödlich enden kann; so haben große Tiere im Verhältnis deutlich weniger Körperoberfläche, um ihre Körpermasse bei einem Sturz abzufedern.
Der Hirnschädel des gefundenen Skelettes ist nahezu vollständig erhalten, was eine Rekonstruktion der Größe und Form des Gehirns ermöglicht. Das Gehirn war mit 27,5 Zentimeter relativ lang, mit maximal 7,7 Zentimeter Breite jedoch schmal. Das Volumen wird auf 275 Kubikzentimeter geschätzt. Damit war das Gehirn deutlich kleiner als das der Coelurosaurier, wie beispielsweise Tyrannosaurus.
Eine Studie von Barrick und Showers (1999) untersucht Isotopenverhältnisse des Sauerstoffs im Phosphat der Knochen, um daraus Rückschlüsse auf den Stoffwechsel des Tieres abzuleiten. Diese Isotopenverhältnisse zeigen an, wie die Körperwärme im Skelett des lebenden Tieres verteilt war. So handelte es sich bei Giganotosaurus um ein homoiothermes (gleichwarmes) Tier, dessen Stoffwechselrate größer war als die heutiger Reptilien, aber geringer war als die heutiger Säugetiere. Für einen 8 Tonnen schweren Giganotosaurus konnten diese Forscher einen täglichen Nahrungsbedarf von 20 Kilogramm Fleisch errechnen, was dem Bedarf von 3 bis 4 großen Löwen oder Tigern entspräche.

## Paläoökologie
Die Sedimentgesteine, welche die Fossilien von Giganotosaurus bargen, gehören zur Candeleros-Formation und lagerten vor etwa 100,5 bis 96,2 Millionen Jahren in einem verzweigten Flusssystem ab. Giganotosaurus teilte seinen Lebensraum mit den Dromaeosauriden Buitreraptor sowie den Sauropoden Limaysaurus, Nopcsaspondylus und Andesaurus. Funde gigantischer Sauropoden, wie sie aus der etwas jüngeren, über der Candeleros-Formation folgenden Huincul-Formation bekannt sind, wurden in der Candeleros-Formation noch nicht entdeckt. Die Huincul-Formation barg die Überreste von Argentinosaurus, den womöglich größten bisher bekannten Sauropoden.

## Systematik
Giganotosaurus wird innerhalb der Carcharodontosauridae klassifiziert, zusammen mit Gattungen wie Carcharodontosaurus, Tyrannotitan und Acrocanthosaurus. Sein engster Verwandter war möglicherweise der ebenfalls aus Argentinien stammende Mapusaurus. Coria und Currie fassen diese beiden Gattungen als Giganotosaurinae zusammen – dieser Name wird von späteren Autoren jedoch nicht verwendet. Stattdessen ist der Name Carcharodontosauridae geläufig, um die Gattungen Giganotosaurus, Mapusaurus und Carcharodontosaurus zusammenzufassen.

## Entdeckungsgeschichte, Funde und Namensgebung

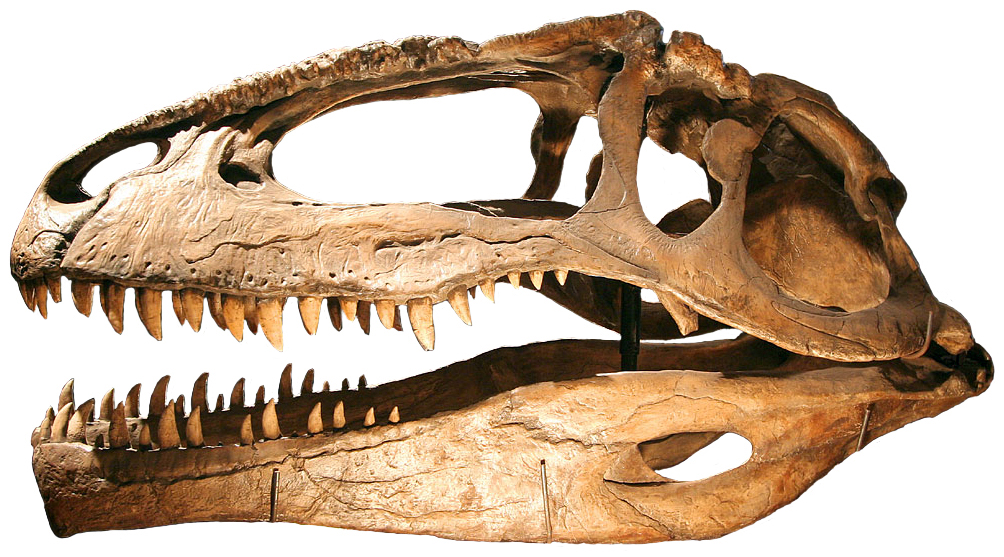
Rekonstruktion des Schädels

Die Fossilien von Giganotosaurus wurden in der Region um den Ezequiel-Ramos-Mexía-Stausee entdeckt.
Der erste Fund (ein isolierter, großer Zahn) wurde 1987 von A. Delgado am Ufer des Sees 5 km südlich der Talsperre El Chocón gemacht. Rodolfo Coria entdeckte 1988 den isolierten Unterkieferknochen (ein linker Dentale, Exemplarnummer MUCPv-95), etwa 50 km westlich von El Chocón.
Den dritten Fund – das gut erhaltene Holotyp-Skelett (Exemplarnummer MUCPv-CH-1) – machte der Automechaniker und Fossiliensammler Rubén Carolini 1993 etwa 15 km südlich von El Chocón. Dieses Skelett umfasst einen fragmentarischen Schädel, Teile der Wirbelsäule, den vollständigen Schulter- und Beckengürtel sowie einen Ober- und Unterschenkel, dem jedoch Arm und Fuß fehlten. Die Schädelknochen wurden verstreut auf einer Fläche von etwa 10 Quadratmetern gefunden, während das übrige Skelett in einem leicht disartikulierten (bedingt im anatomischen Zusammenhang befindlichen) Zustand vorgefunden wurde. Die Fossilien werden in der Sammlung des Museo de la Universidad Nacional del Comahue aufbewahrt.
Die Erstbeschreibung dieser Gattung wurde 1995 von Rodolfo Coria, dem Direktor des argentinischen Carmen-Funes-Museums, und Leonardo Salgado in der Fachzeitschrift Nature veröffentlicht. Die Gattungsbezeichnung setzt sich aus den griechischen Wörtern gigas – „Riese“, notos – „Süden“ und sauros – „Echse“ zusammen und bedeutet „Riesenechse des Südens“. Der zweite Teil des Artnamens, carolinii, ehrt den Entdecker des Holotyp-Skeletts, Rubén D. Carolini.